# Archieparchia Hajfy i Ziemi Świętej
Archieparchia Hajfy i Ziemi Świętej (łac. Archieparchia Ptolemaidensis Maronitarum in Terra Sancta)  – archidiecezja Kościoła maronickiego z siedzibą w Hajfie, obejmująca maronitów żyjących na obszarze Izraela (Ziemi Świętej).

## Terytorium
Obszar archieparchii obejmuje 8 parafii na terytorium Izraela. Główną świątynią jest katedra św. Ludwika w Hajfie.

## Historia
Łacińska nazwa jednostki administracyjnej odwołuje się do pierwszych wieków chrześcijaństwa: wizyty św. Pawła w Ptolemais-Akre podczas jego podróży opisanej w Dziejach Apostolskich oraz ustanowienia w III w. diecezji w Akce.
Archieparchia Hajfy i Ziemi Świętej powstała 8 czerwca 1996 przez wyłączenie z terytorium archieparchii Tyru. Urząd arcybiskupa Hajfy i Ziemi Świętej został 5 października 1996 r. połączony in persona episcopi z nowo utworzonymi stanowiskami egzarchów patriarszych Jerozolimy i Palestyny oraz Jordanii.

## Arcybiskupi
- Boutros Nabil El-Sayah (8 czerwca 1996 - 6 czerwca 2011) – następnie arcybiskup kurialny maronickiego patriarchatu Antiochii
- Moussa El-Hage OAM (od 16 czerwca 2012)